# La prochaine fois je viserai le cœur
La prochaine fois je viserai le cœur (Volgende keer richt ik op het hart) is een Franse misdaadfilm uit 2014 onder regie van Cédric Anger. De film is gebaseerd op de affaire Alain Lamare, een seriemoordenaar die actief was in het departement Oise tussen mei 1978 en april 1979.
De film ging in première op 23 augustus op het Festival du Film Francophone d'Angoulême.

## Verhaal
Van 1978 tot 1979 zijn de bewoners van het Franse departement Oise in angst nadat een onbekende maniak meerdere lifters vermoord heeft en steeds weet te ontsnappen aan de politie. Hij kreeg indertijd de bijnaam le tueur de l'Oise (de moordenaar van de Oise). Deze seriemoordenaar is eigenlijk een jonge verlegen politieagent die zijn eigen moorden gaat onderzoeken om zo de controle over de situatie te behouden.

## Rolverdeling
| Acteur                | Personage   |
| --------------------- | ----------- |
| Guillaume Canet       | Franck      |
| Ana Girardot          | Sophie      |
| Jean-Yves Berteloot   | Lacombe     |
| Patrick Azam          | Tonton      |
| Alice de Lencquesaing | Melissa     |
| Jean-Paul Comart      | Père Franck |